# Charles Courtin (écrivain)
Ne doit pas être confondu avec Charles Courtin.
Pour les articles homonymes, voir Courtin.
Charles Étienne Courtin, né le 6 décembre 1884 à Blida et mort après 1962, est un écrivain français. Il fut administrateur civil en Algérie.

## Biographie
Charles Courtin a appartenu au courant littéraire appelé algérianiste : ses poèmes ont été publiés dans le premier manifeste de ce courant en 1920, l'anthologie De treize poètes algériens.

## Œuvres
- La Brousse qui mangea l'homme. Images de la vie algérienne, roman, Éditions de France, 1929,  Grand prix littéraire de l’Algérie[4]; Friedberg : EditionAtlantiS, 2020,  (ISBN 978-3-932711-69-5)
- Au pays de la paresse, roman, Alphonse Lemerre, 1933; Friedberg : Edition AtlantiS, 2020,  (ISBN 978-3-932711-74-9)
- Café maure, Les Éditions de France, 1939; Friedberg : Edition AtlantiS, 2020,  (ISBN 978-3-932711-64-0)
- Du sang sur la dune, Alger, Baconnier frères, 1943; Friedberg : Edition AtlantiS, 2020,  (ISBN 978-3-932711-73-2)
- Sept nuits sur un cadavre, Alger, Agence française de librairie, 1945; Friedberg, Edition Atlantis, 2020,  (ISBN 978-3-932711-75-6)
- Le Maléfice de la chair, Alger, Agence française de librairie, 1946